# Prowincja Środkowa
Prowincja Środkowa (syng. මධ්‍යම පළාත Madhjama Palata; tamil. மத்திய மாகாணம், Mattija Mahanam) – prowincja w środkowej części Sri Lanki.

## Geografia
Powierzchnia Prowincji Środkowej wynosi 5 674 km², co stanowi 8,6% powierzchni państwa. Temperatury wahają się tu od 16 °C do 28 °C. 52% powierzchni prowincji stanowią użytki rolne, z których ponad 35% to uprawy herbaty, 14,8% ryżu, 4,8% palm kokosowych, a 2,3% kauczukowców. Wzdłuż wschodniej granicy prowincji płyną rzeki Mahaweli Ganga i Uma Oja. Granicę południową wyznaczają góry pasma Szczytu Adama, Kirigalpotty i Totapoli, a zachodnią pasma Dolosbage i Galagedara.

## Administracja
Administracyjnie prowincja dzieli się na trzy dystrykty: Kandy, Nuwara Elija i Matale. Dystrykty prowincji dzielą się na 36 Divisional Secretary areas, a te na 2 224 rejony Grama Niladari, 5 763 wsie i 9 jednostek miejskich. Gubernatorem prowincji jest Tikiri Kobbekaduwa.

## Ludność
W 2001 roku populację Prowincji Środkowej wynosiła 2 423 966 osób. Skład etniczny mieszkańców był zróżnicowany: 65,35% stanowili Syngalezi, 19,92% Tamilowie Indyjscy, 9,20% Maurowie Lankijscy, 5,05% Tamilowie Lankijscy, a 0,15% Burgerowie. Ludność wiejska stanowiła 70.0% populacji.
Według spisu ludności przeprowadzonego w 2012 roku przez Wydział spisu Powszechnego i Statystyki Sri Lanki (ang. Department of Census and Statistics) liczba ludności prowincji wynosiła 2 571 557. Prowincję zamieszkiwało 65% buddystów, 21% hinduistów, 10,3% muzułmanów, 2,5% katolików i 1,2% wyznawców innych religii. W prowincji najwięcej jest ludności syngaleskiej (66%). Tamilowie stanowią 23,8%, a Moorowie (ang. Sri Lanka Moor) Maurowie Sri Lankijscy) – 9,9%. Ludności innej etnicznie Prowincję Południowa zamieszkuje 0,3%.